# Bala Turkvision Song Contest 2015
Il Bala Turkvision Song Contest 2015 è stata la 1ª edizione del concorso musicale. La prima edizione si è svolta a Istanbul in Turchia.

## Partecipanti
| Paese        | Artista                           | Canzone                 | Lingua    | Posizione | Punti |
| ------------ | --------------------------------- | ----------------------- | --------- | --------- | ----- |
| Albania      | Aurora Kapo                       | "Yıldızlarla Dans"      | Turco     | 07        | 100   |
| Azerbaigian  | Nuray Rahman & Ahmed Amirli       | "Cocukluk Yillari"      | Azero     | 01        | 115   |
| Bielorussia  | Fateh Hüseyin                     | "Usaqlarin Seheri"      | Turco     | 11        | 90    |
| Gagauzia     | Jana Dimova                       | "Ey Oglan"              | Gagauzo   | 08        | 98    |
| Georgia      | Şaban Memmedov                    | "Seninle Bagli Arzular" | Azero     | 03        | 112   |
| Iran         | Attila, Roza, Daria, Aylin & Tala | "Ana Dilim"             | Azero     | 12        | 90    |
| Kazakistan   | Erkin Tursynhan                   | "Samğa"                 | Kazako    | 02        | 113   |
| Kosovo       | Ela Kazaz                         | "Yeni Yil"              | Turco     | 10        | 93    |
| Kirghizistan | Aydin Nurdinov                    | “"Kyrgyz Biy"           | Chirghiso | 04        | 111   |
| Macedonia    | Tolga Mazhar                      | "Hadi Benimle"          | Turco     | 13        | 89    |
| Romania      | İrem Kayaali                      | "Sihirbaz"              | Turco     | 06        | 102   |
| Turchia      | Cumhuriyet Grubu                  | "Hayat Vayram Olsa"     | Turco     | 09        | 95    |
| Ucraina      | Albina Kazanzhi                   | "Dostluk"               | Turco     | 05        | 105   |